# Iàrkovo
Iàrkovo (en rus: Ярково) és un poble de l'óblast de Novossibirsk, a Rússia, que en el cens del 2010 tenia 5.379 habitants, pertany al districte de Novossibirsk.